# Triaenodes borealis
Triaenodes borealis is een schietmot uit de familie Leptoceridae. De soort komt voor in het Nearctisch gebied.

Thomas Hiemstra woont op de Gerben Postmastrjitte 4 te Damwâld. Zijn moeder is Dienie van der Wal en zijn vader heet Kees.